# Eremiten des heiligen Hieronymus
|  | Dieser Artikel wurde aufgrund von akuten inhaltlichen oder formalen Mängeln auf der Qualitätssicherungsseite des Portals Christentum eingetragen. Bitte hilf mit, die Mängel dieses Artikels zu beseitigen, und beteilige dich bitte an der Diskussion. |

Der Orden der Eremiten des heiligen Hieronymus von der Kongregation des seligen Petrus von Pisa (lateinisch Ordo Fratrum Eremitarum S. Hieronymi Congregationis b. Petri de Pisis, [italienische] Hieronymiten) war ein römisch-katholischer Männerorden in Italien und bestand vom 14. bis zum 20. Jahrhundert.

## Geschichte

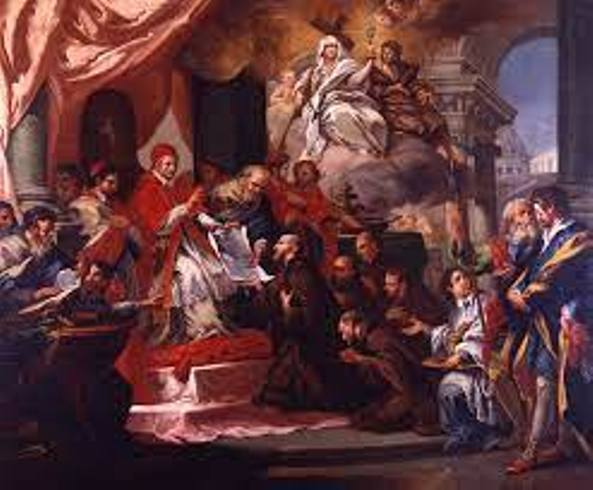
Sebastiano Conca (1680–1764): Urban VI. bestätigt die Ordensregel des seligen Petrus von Pisa

Um 1380 bildete sich um Petrus Gambacorta von Pisa (* 1355 in Pisa) bei Urbino (Region Marken, Italien) eine Gemeinschaft von jungen Einsiedlern, die ein Leben in Armut nach dem Vorbild des heiligen Hieronymus führen wollten. Er erhielt von Papst Urban VI. die Bestätigung der Ordensregel und von Martin V. 1420 die Anerkennung als Orden. Die Spiritualität des Ordens war geprägt von strenger Armut, Einsamkeit und der Bereitschaft zum Apostolat.
Dieser weitete sich in Italien aus. Um 1695 wurden auch vier Niederlassungen in Bayern und Tirol gegründet, darunter das Kloster Walchensee. 1780 hatte der Orden etwa 60 Niederlassungen.
Im 19. und 20. Jahrhundert ging die Anzahl der Niederlassungen stark zurück, sodass Papst Pius XI. den Orden 1933 auflöste.